# إيفار هويتفيلد
إيفار هويتفيلد (بالنرويجية البوكمول: Iver Huitfeldt)‏ هو عسكري نرويجي، ولد في 5 ديسمبر 1665 في هالدن في النرويج، وتوفي في 4 أكتوبر 1710 بسبب قتل في المعركة.